# Harlingen (Frisia)
Harlingen es una ciudad del norte de los Países Bajos, capital del municipio homónimo en la provincia de Frisia, situada en la costa del mar de Frisia. Su nombre en frisón es Harns. Se trata de una de las once ciudades históricas de Frisia.

## Vista general
Harlingen es el principal puerto para llegar a las Islas Frisias occidentales, con ferris directos a Vlieland y Terschelling.
Así mismo, Harlingen posee dos estaciones de ferrocarril operadas por Arriva. Esta línea férrea sirve de conexión con la capital frisona, Leeuwarden.
El famoso escritor neerlandés Simon Vestdijk nació en Harlingen en 1898 y solía describir su ciudad natal en sus obras como Lahringen.
En Texas, Estados Unidos, existe una localidad con el mismo nombre, ya que muchos de los pobladores de la ciudad tejana procedían de la Harlingen neerlandesa.

## Galería

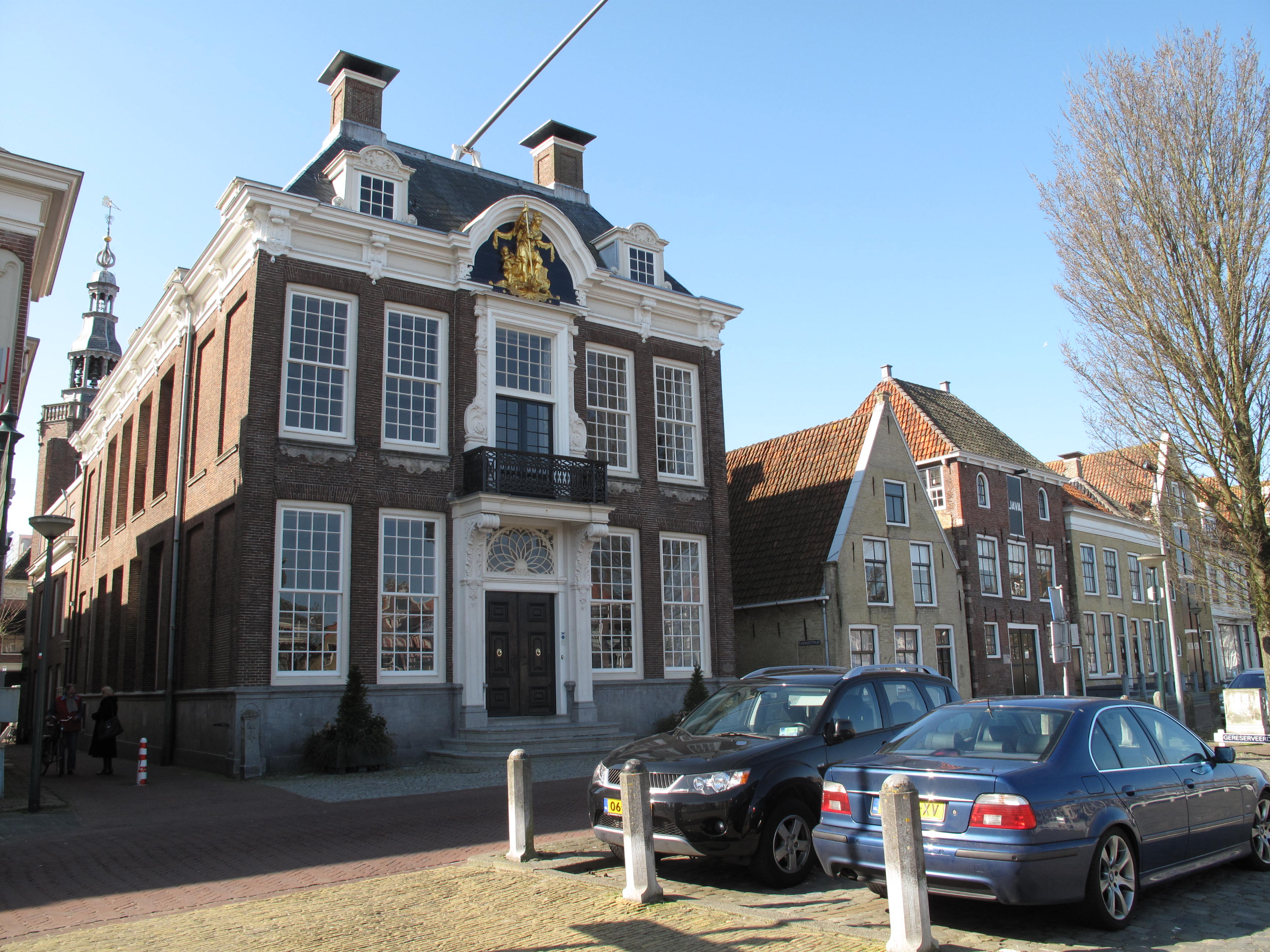
Ayuntamiento
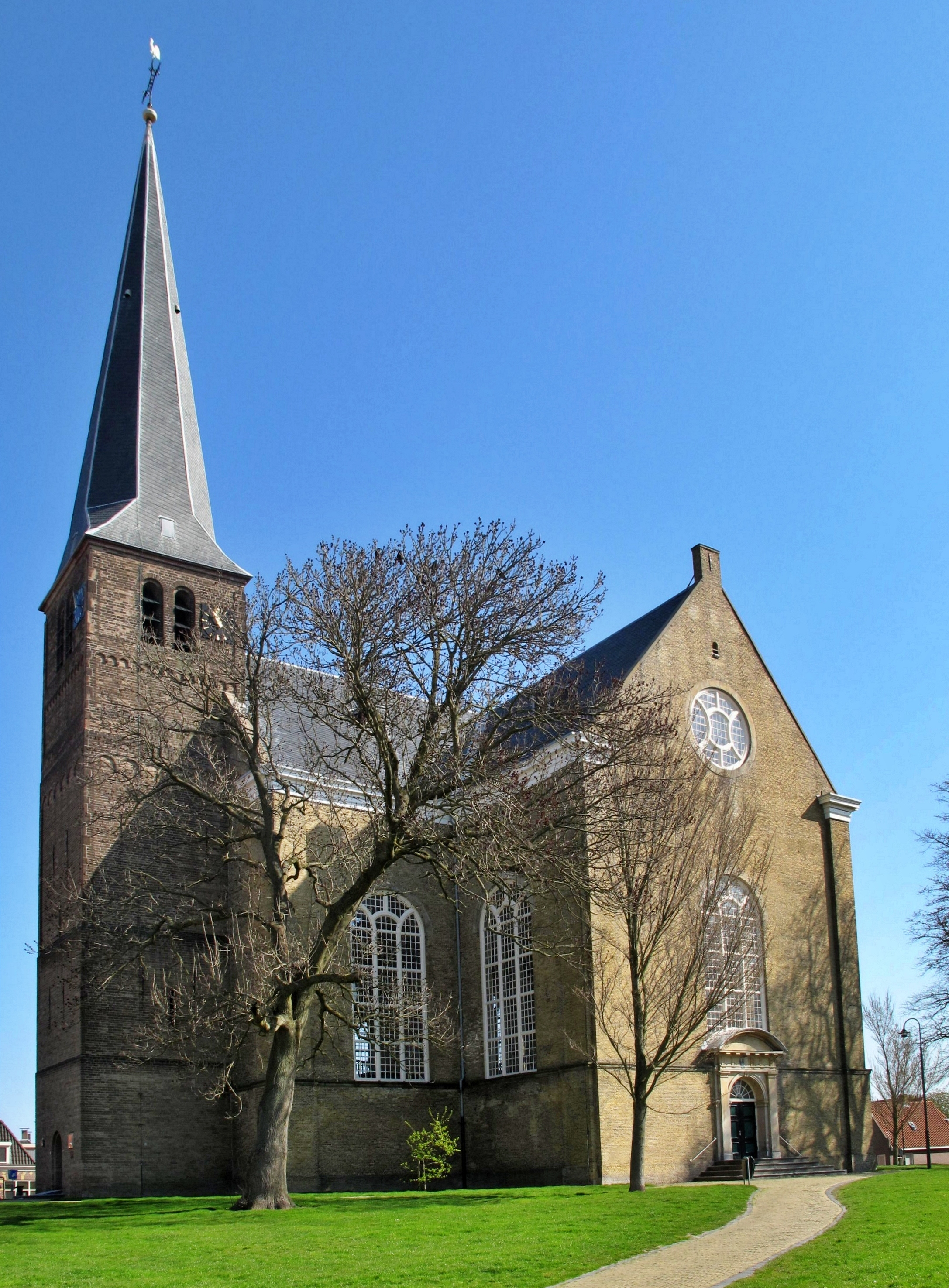
Iglesia
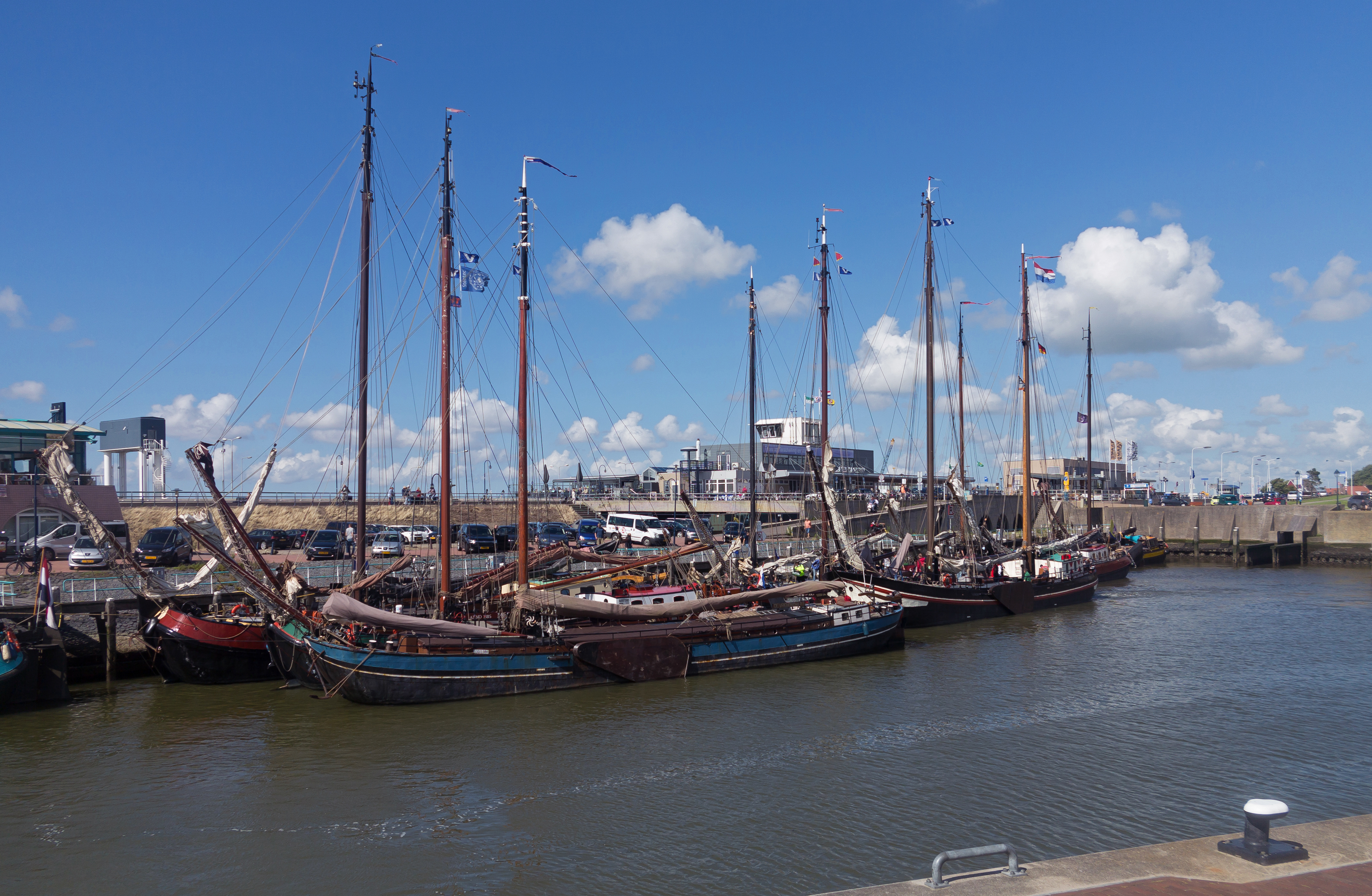
Harlingen, vista del puerto (de Oude Buitenhaven)
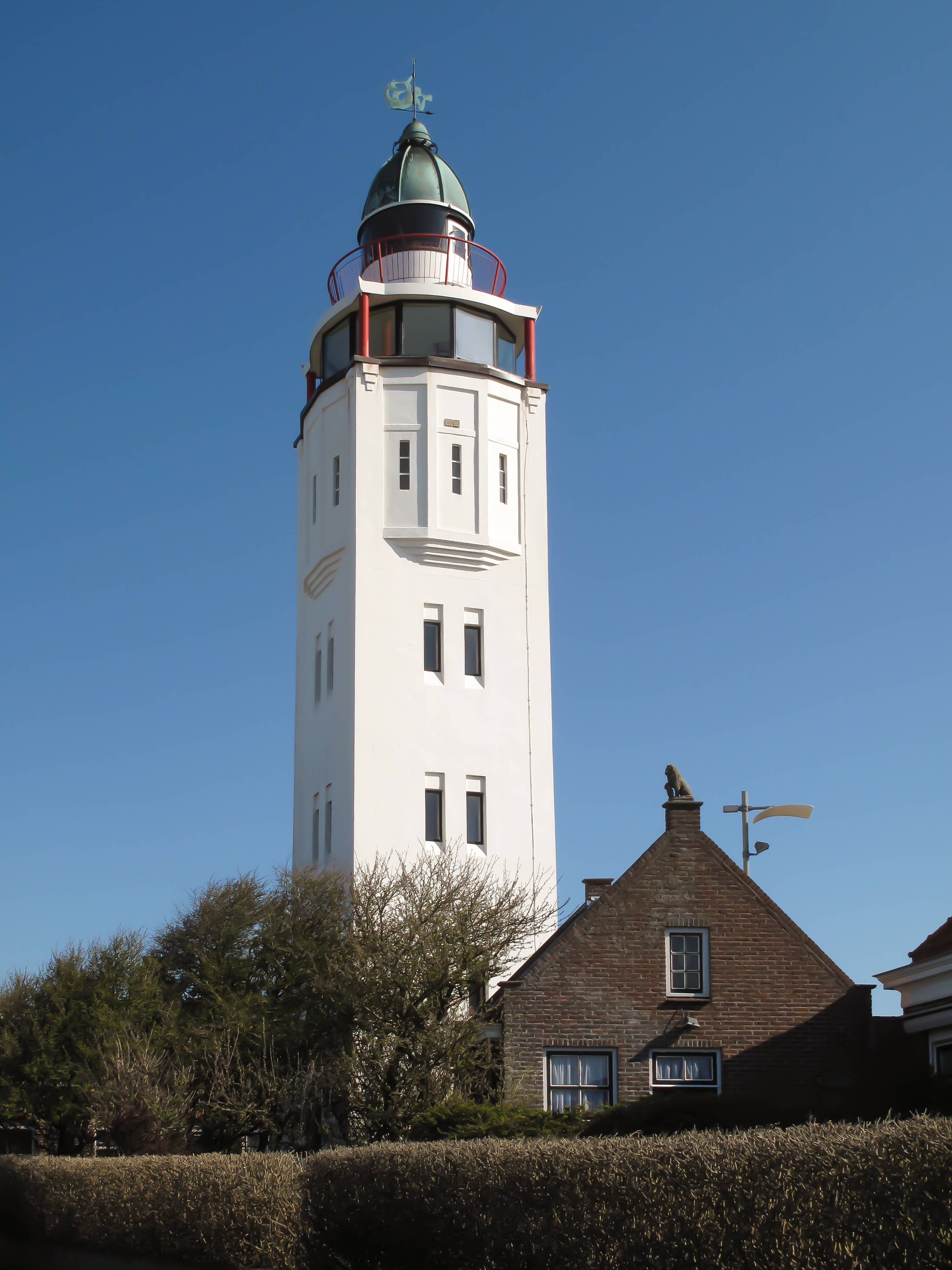
Faro
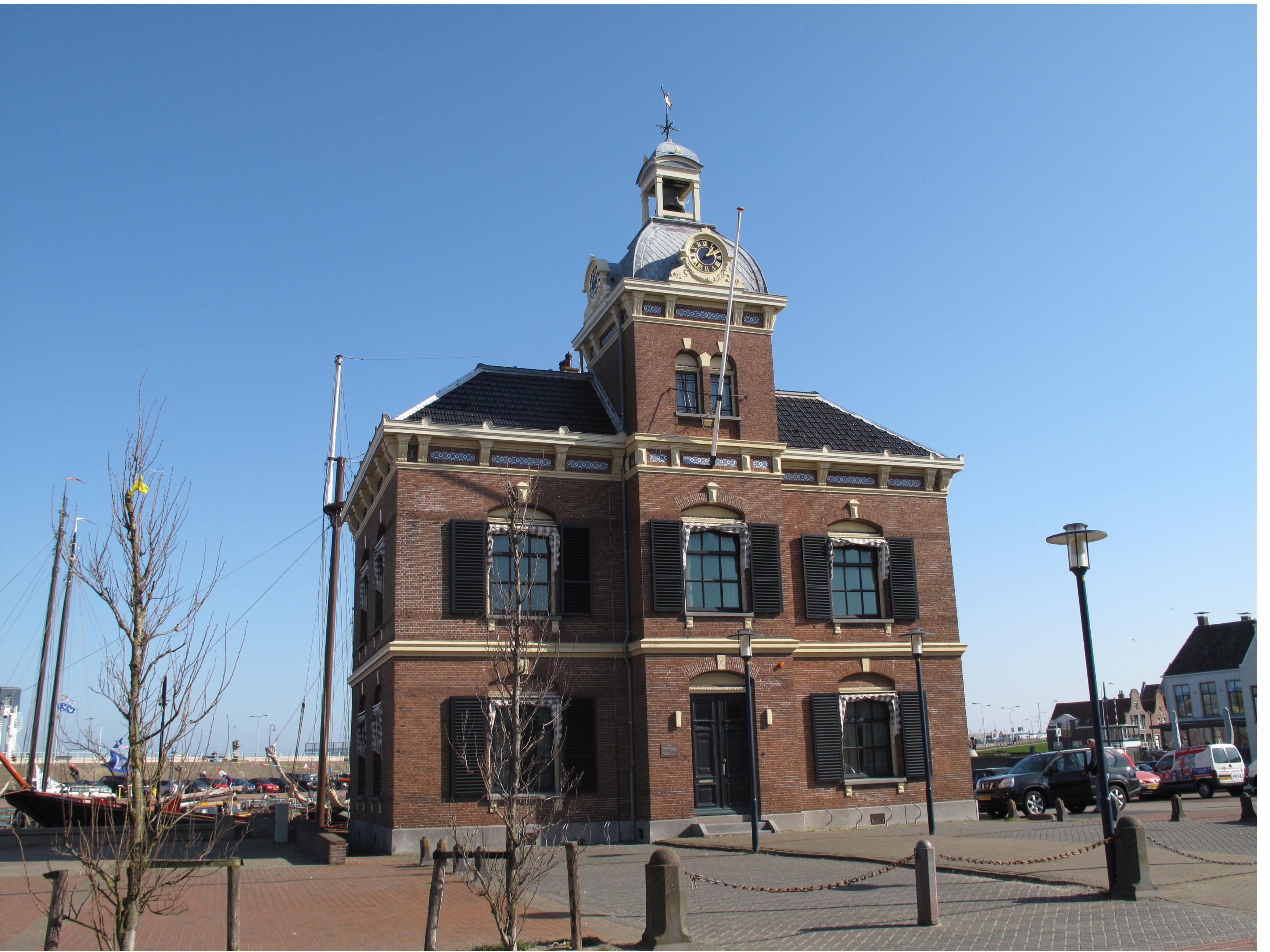
Edificio monumental
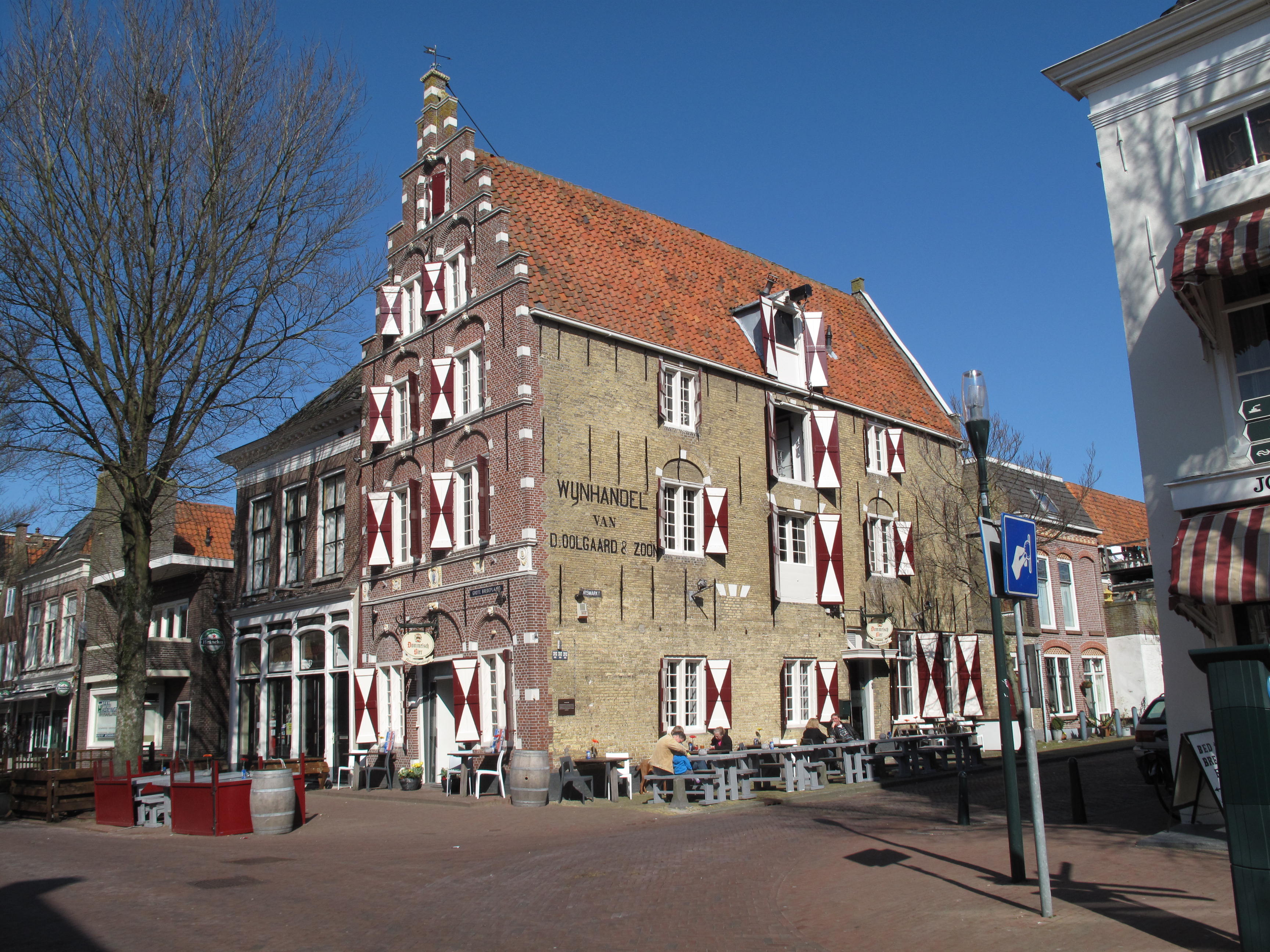
Edificio monumental
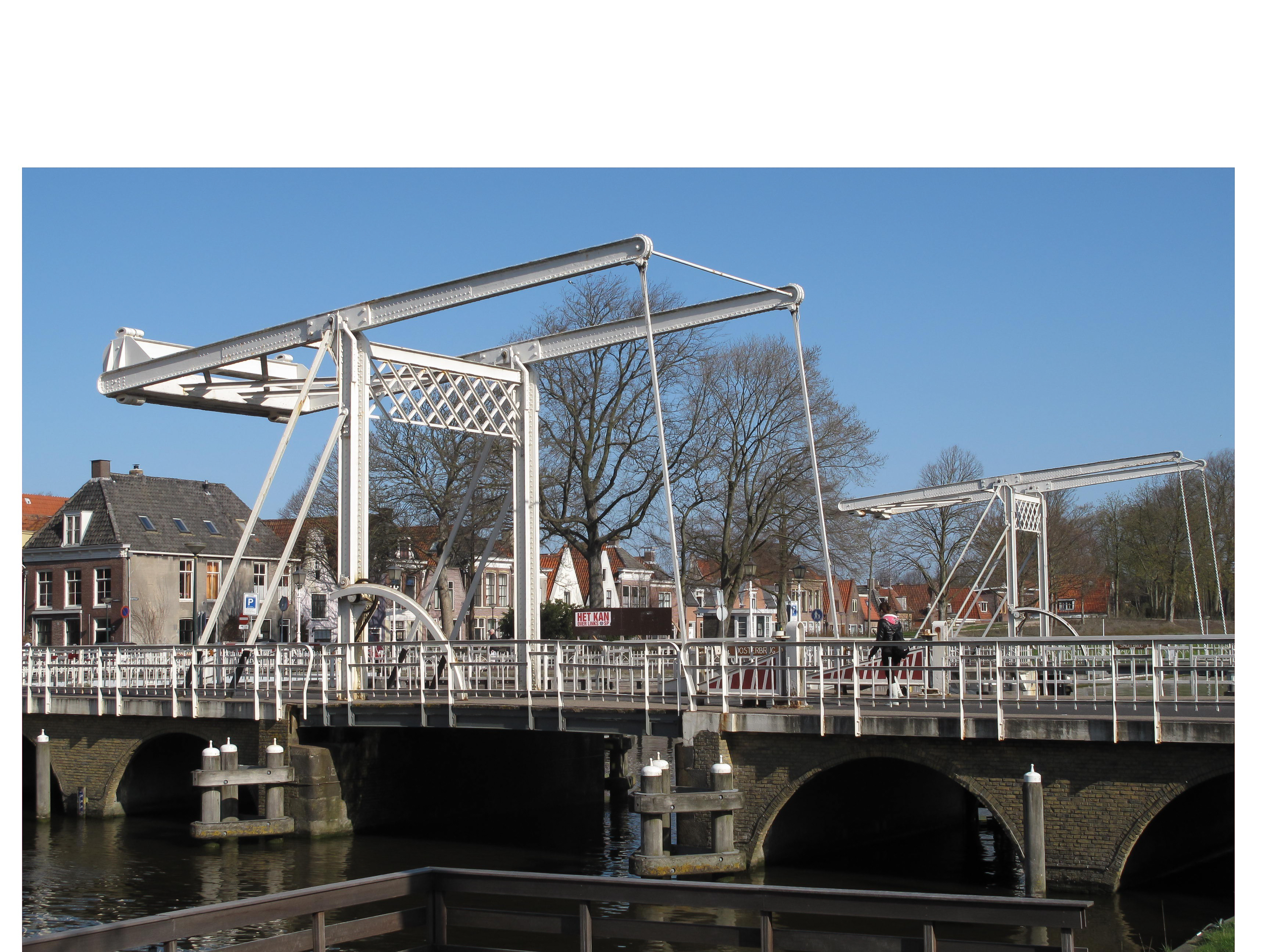
Dos puentes levadizos